# Bagatelas, Op. 119 (Beethoven)
Las Once bagatelas, Op. 119 fueron compuestas por Ludwig van Beethoven entre los años 1790 y principios de la década de 1820. A finales de 1803, ya había esbozado las bagatelas n.º 1 a la 5 (junto con otras obras breves para piano que nunca publicó). En 1820, compuso las últimas cinco bagatelas del Op. 119, y las publicó como un conjunto de cinco en 1821. Al año siguiente, revisó sus antiguos esbozos de bagatelas para crear una nueva colección y publicarla, añadiendo una última bagatela, la n.º 6, compuesta a finales de 1822. Entonces envió este conjunto de seis a Inglaterra para su publicación en 1823, junto con los n.º 7 a 11, que aún no habían sido publicadas allí.
El editor inglés publicó las once bagatelas juntas como una colección, y no está claro hasta qué grado esto representa las intenciones del compositor. Algunos estudiosos han argumentado que las dos mitades de la Op. 119 —Núms. de la 1 a la 6, y Núms. de la 7 a la 11— se entienden mejor como colecciones separadas. Sin embargo, también es posible que cuando Beethoven compuso la n.º 6, a finales de 1822, ya había planeado enviar todas las once piezas a Inglaterra. En ese caso, la n.º 6 no se entiende como una conclusión de los cinco primeros, sino como una manera de conectar con los últimos cinco. La relación entre las tonalidades y las similitudes temáticas entre la n.º 6 y 7 dan pie a esta hipótesis, así como el hecho de que en la correspondencia posterior, Beethoven expresa cuan satisfecho estaba con la forma en que las bagatelas fueron publicados en Inglaterra.
Una interpretación de la Op. 119 dura alrededor de catorce minutos.
1. Sol menor. Allegretto
2. Do mayor. Andante con moto
3. Re mayor. A l'Allemande
4. La mayor. Andante cantabile
5. Do menor. Risoluto
6. Sol mayor. Andante — Allegretto
7. Do mayor. Allegro, ma non troppo
8. Do mayor. Moderato cantabile
9. La menor. Vivace moderato
10. La mayor. Allegramente
11. Si bemol mayor. Andante, ma non troppo